# Arai Shota
Shota Arai (sinh ngày 7 tháng 4 năm 1985) là một cầu thủ bóng đá người Nhật Bản.

## Sự nghiệp câu lạc bộ
Shota Arai đã từng chơi cho Urawa Reds và Ehime FC.